# Дело Марии Мотузной
Де́ло Мари́и Моту́зной — судебный процесс над жительницей Барнаула Марией Мотузной, обвиняемой в совершении преступления, предусмотренного ч. 1 статьи 282 УК РФ «Возбуждение ненависти либо вражды, а равно унижение человеческого достоинства» и ч. 1 статьи 148 УК РФ «Нарушение права на свободу совести и вероисповеданий». Поводом для уголовного преследования стало размещение на странице Мотузной в социальной сети ВКонтакте, которую в дальнейшем Мотузная удалила, изображений, т. н. интернет-мемов, которые по версии следствия оскорбляли чувства верующих. Данное событие, а также появление вслед за ним в Барнауле новых уголовных дел по тем же статьям вызвали широкий общественный резонанс, что в свою очередь стало одной из причин пересмотра и частичной декриминализации статьи 282 УК РФ, а также реформы политики приватности пользователей ВКонтакте.

## Личность подсудимой
Мария Сергеевна Мотузная родилась 26 августа 1994 года в Барнауле. Называет себя атеисткой. Воспитывалась матерью, которая, по словам Мотузной, является глубоко верующим человеком. Мотузная училась на режиссёра и планировала уехать в Китай, чтобы преподавать английский язык и в перспективе остаться там работать. Также она участвовала в оппозиционных митингах, в частности, в антикоррупционных протестах в России 26 марта 2017 года, и работала волонтёром в штабе Алексея Навального.

## Хронология

### Фотоальбом в «ВКонтакте»
В 2015 году Мария Мотузная создала на своей странице в социальной сети «ВКонтакте» фотоальбом, куда сохраняла картинки. В декабре 2017 года она удалила данную страницу (и вместе с ней удалился фотоальбом). По словам Мотузной, на момент удаления страницы на ней было около 14 тысяч изображений.

### Следствие и обвинение
8 мая 2018 года утром в квартиру Мотузной пришли с обыском полицейские. Они изъяли домашний компьютер и телефон, после чего отвезли её на допрос в Центр по противодействию экстремизму на проспекте Калинина, 20. По версии следствия и на основе показаний свидетелей, студенток Алтайского филиала РАНХиГС Анастасии Битнер и Дарьи Исаенко, которые учатся на кафедре уголовного права, в 2015 году Мотузная использовала свою вторую страницу во ВКонтакте под именем Мария Фролова и добавила в альбом «Сохранённые» изображения, в том числе демотиваторы, в которых, по заключению экспертизы, содержалась «тематика неприятия к лицам негроидной расы, а также отрицательного характера священнослужителей». Ей вменили оскорбление чувств верующих и «признаки унижения представителей негроидной расы». По словам Мотузной, ей угрожали тюремным сроком, если она не признает вину и не согласится на рассмотрение дела в особом порядке. Следователи пообещали, что если она сознается во всём, то её ждут только исправительные работы, что Мотузная и сделала, после чего её отпустили под подписку о невыезде. Первое заседание суда было назначено на 6 августа.

### Внесение в реестр экстремистов и террористов
В дальнейшем Мотузной заблокировали банковские карты, девушку также внесли в «Перечень организаций и физических лиц, в отношении которых имеются сведения об причастии к экстремистской деятельности и терроризму» на сайте Росфинмониторинга.

### Экспертиза
Экспертизой дела Мотузной занималась некоммерческая организация «Лингва-Эксперт», с которой алтайский Центр «Э» часто сотрудничает. Судебными экспертами выступили сооснователь организации Светлана Доронина и секретарь комиссии правительства Алтайского края по противодействию экстремизму Марина Градусова. После того, как Мотузная опубликовала во ВКонтакте скриншот страницы Градусовой в социальной сети Facebook, пользователи устроили последней интернет-травлю.

### Суд
Истцом по делу Мотузной выступил Следственный Комитет Алтайского края, который ранее опубликовал на YouTube анимационный ролик, направленный на профилактику экстремизма среди молодёжи. Оперативным сопровождением дела занимался сотрудник центра «Э» МВД по Алтайскому краю Вадим Стрелков. Интересы Мотузной, которая отказалась от услуг государственного адвоката Ирины Сертягиной, представляли адвокаты Роман Ожмегов и Алексей Бушмаков, последний из международной правозащитной группы «Агора», который ранее защищал блогера Руслана Соколовского. Рассмотрение дела началось 6 августа в суде Индустриального района г. Барнаула. На первом заседании суда Мотузная отказалась от признательных показаний, объяснив тем, что давала их под давлением полицейских и ходатайствовала о переходе от особого порядка рассмотрения дела к общему, чтобы суд оценивал все доказательства и показания свидетелей. Судья Сергей Трушкин удовлетворил её ходатайство. На втором заседании был выслушан технический специалист, который рассказал про распечатку детализации звонков подсудимой. На третьем заседании проходило слушание следователя Вадима Стрелкова и свидетельниц. В течение следующих двух заседаний были выслушаны показания понятых и самой Мотузной. 9 октября на шестом заседании дело было возвращено в прокуратуру на пересмотр.

## ВКонтакте и следствие
После принятия Закона Яровой в 2016 году и вхождения ВКонтакте в перечень организаторов распространения информации социальная сеть обязалась предоставлять сведения о пользователях по запросам правоохранительных органов. Согласно материалам уголовного дела, ВКонтакте по запросу правоохранительных органов передала следующие данные удаленной в декабре 2017 года страницы Мотузной:
- адрес её личной страницы
- дату создания страницы
- телефон и электронную почту
- IP-адреса, с которых она заходила на страницу
- дату и время входа на страницу
- историю изменений пароля, имени пользователя, прикреплённого номера телефона
- историю обращений в службу поддержки ВКонтакте
- историю блокировок за спам[22].

18 августа 2018 в СМИ была опубликована информация о том, что социальная сеть ВКонтакте по запросу правоохранительных органов, как минимум однажды, передала данные пользователей, в том числе почту, имена, телефоны и IP-адреса, несмотря на отсутствие уголовного дела.

## Реакция

### Тред в твиттере и общественный резонанс
Всем привет, меня зовут Маша, мне 23 года, и я — экстремисткаСлова с которых начался тред Марии Мотузной в Твиттере
С конца июля 2018 года до начала сентября того же года в русском сегменте интернета не прекращались обсуждения статей 282 и 148 УК РФ. Эту повестку так или иначе затрагивали пользователи, популярные блогеры, интернет-издания, федеральные каналы и чиновники. 23 июля 2018 года Мария Мотузная на своей личной странице в социальной сети Твиттер опубликовала тред о своём уголовном деле, который привлек широкое внимание общественности. После этого с ней стали связываться и предлагать помощь журналисты, юристы и правозащитники. О Мотузной стали рассказывать на федеральных каналах, писать такие зарубежные издания, как The Guardian, Би-би-си, Newsweek, Der Spiegel, Bild, The Moscow Times, а также российские интернет-издания TJournal, Медиазона, телеканал Дождь, Русская служба Би-би-си, Znak.com и другие. В Твиттере её историю комментировали и распространяли оппозиционный политик Алексей Навальный, рэпер Oxxxymiron, стэндап-комик Данила Поперечный, бывший президент Эстонии Тоомас Хендрик. Параллельно с этим стали появляться сообщения о возбуждении в Алтайском крае новых уголовных дел по такой же экстремистской статье в отношении Даниила Маркина, Антона Ангела и Андрея Шашерина. Кроме того, в случае с Мотузной и Маркиным оказалось, что возбуждение уголовного дела началось с показаний одних и тех же лиц, Анастасии Битнер и Дарьи Исаенко, после чего свидетельницы подверглись травле со стороны интернет-пользователей.
13 августа российский рэпер Oxxxymiron заявил на своей странице в Твиттере, что «уровень несправедливости ситуации [с Мотузной] — запредельный» и призвал выйти на пикет «За свободный интернет» в Барнауле.

### Мнение зампреда Кипшидзе из Русской православной церкви
В Русской православной церкви по данному вопросу высказался зампред синодального отдела по взаимоотношениям Русской православной церкви с обществом и СМИ Вахтанг Кипшидзе, который предложил прекращать уголовные дела об оскорблении чувств верующих путем примирения сторон. Он, в частности, заявил:
Если эта девушка [Мария Мотузная] признает свою вину и сочтёт эти изображения наносящими страдания верующим людям, то я лично готов ходатайствовать, чтобы это дело закончилось примирением

## Последствия
После резонанса вокруг дела Мотузной стало известно о множестве других аналогичных дел и началось обсуждение возможной частичной декриминализации статьи 282 УК РФ. 3 октября президент Российской Федерации Владимир Путин внёс в Госдуму законопроект о частичной декриминализации части 1 статьи 282 УК РФ, по которой Мотузной выдвигались обвинения. Поправки заключались в том, что отныне возбуждать уголовные дела можно только в том случае, если пользователи публиковали экстремистский контент более одного раза в течение года. Если человек опубликует противоправную картинку единожды, то судить его будут по административной статье. 19 декабря законопроект приняли, а первую часть 282 статьи из УК РФ перенесли в КоАП.

### Эмиграция из России
17 октября 2018 года стало известно, что Мария Мотузная эмигрировала в Украину и планировала просить политическое убежище в ЕС. Отъезд из России на фоне ожидавшегося прекращения производства по уголовному делу, а также ряд действий во время проживания в Киеве (делегирование общения со СМИ «пресс-секретарю», сбор пожертвований на поездку в ЕС с последующей её отменой) привели к тому, что Мария потеряла значительную часть общественной поддержки и стала объектом насмешек. 26 декабря 2018 года стало известно, что Мотузная всё же уехала из Украины в Литву.

### Прекращение уголовного дела
10 января 2019 года Мотузную исключили из «перечня террористов и экстремистов» Росфинмониторинга, а уголовное дело против неё прекратили в связи с изменением законодательства.
20 февраля 2019 года прокуроры Барнаула принесли извинения Мотузной за ошибочное привлечение к уголовной ответственности.

### Компенсация и возвращение в Россию
В мае 2019 года стало известно, что адвокат Мотузной Алексей Бушмаков подал в районный суд Барнаула иск о компенсации морального вреда за незаконное уголовное преследование. Сумма, указанная в иске — один миллион рублей.
16 июля 2019 года СМИ сообщили, что Мотузная вернулась в Россию и живёт в Санкт-Петербурге.
22 июля 2019 года суд Центрального района Барнаула вынес решение в пользу Мотузной о компенсации в размере 100 000 рублей. Мотузная продолжила судиться, чтобы добиться компенсации в миллион рублей, но 30 октября 2019 года суд отказал ей в этом.

### Инцидент с банком «Тинькофф»
21 декабря 2020 года СМИ сообщили, что банк «Тинькофф» без объяснений причин отказал Мотузной в оформлении ей дебетовой карты.

## «Эффект Мотузной»
Позднее, при анализе состояния свободы слова в Рунете за 2018 год, специалисты из международной правозащитной организации «Агора» вывели термин «эффект Мотузной», имея в виду, что дело Мотузной стало поворотным моментом для 282 статьи, история девушки массово разошлась в СМИ и запустила цепь событий со вскрытием на медийном уровне других аналогичных уголовных дел за экстремизм в Барнауле, что в скором времени вызвало общественное негодование и по итогу привело к обсуждению 282 статьи на федеральном уровне и последующей декриминализации:
Прошлогодняя декриминализация статьи 282 – это в чистом виде ответ на общественный резонанс [...] это «эффект Мотузной».Дамир Гайнутдинов, юрист «Агоры»